# Тенг, Виена
Виена Тенг (Vienna Teng, дата рождения: октябрь 1978) — автор и исполнительница песен из города Сан-Франциско.
В её музыке чувствуется влияние таких исполнителей как Tori Amos и Sarah McLachlan. В настоящее время Виена выпустила пять альбомов: Waking Hour (2002), Warm Strangers (2004), Dreaming Through The Noise (2006), Inland Territory (2009) и Aims (2013).
Виена Тенг — китаянка американского происхождения, из семьи выходцев с Тайваня. Сценический псевдоним, придуманный ещё в детстве (по личным причинам она использует его только для сцены), Vienna, она выбрала в честь австрийского города, знаменитого своей музыкальной историей и Teng как связь со своими китайскими корнями. В 5 лет она начала заниматься на фортепиано и уже не расставалась с музыкой даже во время обучения в Стэнфордском Университете, который она окончила в 2000 году с дипломом Computer Science. Там же в университете по просьбам студентов, собиравшихся вокруг пианино во время её игры, она записала свои первые песни. Работая в течение двух лет инженером по программному обеспечению в компании Cisco, в свободное время она по-прежнему писала и исполняла свои песни, а затем подписала контракт с Virt Records и уволилась из Cisco, чтобы сосредоточиться на музыкальной карьере.
Выпустив на Virt два своих альбома, в настоящее время она перешла на лейбл Zoe/Rounder, который, по её словам, имел больше средств и возможностей активно продвигать альбом, Dreaming Through The Noise, вышедший на Zoe/Rounder 25 июля 2006 года. В апреле 2009 на Zoe/Rounder вышел альбом Inland Territory, результат почти годичной работы, большую роль в записи альбома сыграл музыкант её концертной группы Алекс Вонг, аранжировавший большую часть песен альбома ранее довольно минималистичных и аскетичных по звучанию.
Её дебютному альбому Waking Hour удалось достигнуть пятого места в списке бестселлеров на Amazon.com, а второй альбом Warm Strangers поднялся в том же рейтинге на вторую строчку.
Длительное время её известность ограничивалась клубами San Francisco, где она активно выступала. Её первым шагом к общенациональной популярности стало участие в 2003 году в телевизионном шоу Дэвида Леттермана (Late Show with David Letterman), впоследствии она выступала также на CBS Saturday Early Show, NPR Weekend Edition, CNN's NewsNight with Aaron Brown, и The Wayne Brady Show. Она открывала выступления Шона Колвина (Shawn Colvin), Джоан Баэз (Joan Baez) и Джоан Осборн (Joan Osborne).
В настоящее время она часто выступает в клубах и концертных залах Запада США, как с собственной программой, так и вместе с различными музыкантами. С 2007 года она начала выступать и за пределами США, в частности в Великобритании, Германии и Нидерландах. (См. расписание туров на официальном веб-сайте артиста.)

## Дискография
- Waking Hour (2002)
- Warm Strangers (2004)
- Dreaming Through The Noise (2006)
- Inland Territory (2009)
- Aims (2013)